# 薛道实墓
薛道实墓，位于山西省运城市临猗县北辛乡宜村东北部，是中华人民共和国山西省文物保护单位之一。
2004年6月10日，授予山西省文物保护单位，是一座古墓葬。